# Веронне, Режин
Режин Веронне (фр. Régine Veronnet, р. 15 ноября 1929) — французская фехтовальщица-рапиристка, призёрка чемпионатов мира.

## Биография
Родилась в 1929 году в Дижоне. В 1953 году стала серебряной призёркой чемпионата мира. На чемпионате мира 1954 года завоевала бронзовую медаль. В 1955 году вновь стала серебряной призёркой чемпионата мира. В 1956 году приняла участие в Олимпийских играх в Мельбурне, но неудачно, а на чемпионате мира снова стала обладательницей серебряной медали. В 1958 году стала бронзовой призёркой чемпионата мира. В 1960 году приняла участие в Олимпийских играх в Риме, но наград не завоевала.